# متالوسن

ساختار کلی یک متالوسن که در آن M نشان دهنده یک کاتیون فلزی است.

متالوسن (انگلیسی: Metallocene) دسته ای از ترکیبات آلی فلزی هستند که در آن یک کاتیون فلزی در بین دو آنیون سیکلوپنتادی‌انیل(Cp) محصور شده‌است. این ترکیبات زیر مجموعه ای از دسته بزرگ‌تری از ترکیبات با نام ترکیبات ساندویچی هستند.